# A világ legnagyobb nemzetközi személyforgalmú repülőtereinek listája
Ez a lista a világ legnagyobb nemzetközi személyforgalmú repülőtereit sorolja fel.

## 2023-as statisztika
A Nemzetközi Repülőterek Tanácsának előzetes adatai a következők.
| Rang | Város             | Repülőtér                          | Elhelyezkedés                                               | Kódok (IATA/ICAO) | Teljes utasszám | Helyezés változása | Változás százalékban |
| ---- | ----------------- | ---------------------------------- | ----------------------------------------------------------- | ----------------- | --------------- | ------------------ | -------------------- |
| 1.   | Dubaj             | Dubaji nemzetközi repülőtér        | Al Garhoud, Dubaj, Egyesült Arab Emírségek                  | DXB/OMDB          | 86,994,365      | Állandó            | 31,7%                |
| 2.   | London            | London-Heathrow-i repülőtér        | Hillingdon, Nagy-London, Egyesült Királyság                 | LHR/EGLL          | 74 909 019      | Állandó            | 28,6%                |
| 3.   | Amszterdam        | Amszterdam-Schiphol repülőtér      | Haarlemmermeer, Észak-Holland, Hollandia                    | AMS/EHAM          | 61 882 546      | Állandó            | 17,9%                |
| 4.   | Párizs            | Párizs-Charles de Gaulle repülőtér | Roissy-en-France, Val-d’Oise , Île-de-France, Franciaország | CDG/LFPG          | 61,763,569      | Állandó            | 18,6%                |
| 5.   | Szingapúr         | Szingapúr-Changi repülőtér         | Changi, East Region, Szingapúr                              | SIN/WSSS          | 58,411,000      | 4                  | 83,1%                |
| 6.   | Isztambul         | Isztambuli repülőtér               | Arnavutköy, Isztambul, Törökország                          | IST/LTFM          | 58,232,674      | 1                  | 20,0%                |
| 7.   | Szöul             | Incshoni nemzetközi repülőtér      | Jung-gu, Incshon, Dél-Korea                                 | ICN/RKSI          | 55,763,768      | 25                 | 212,9%               |
| 8.   | Frankfurt am Main | Frankfurti repülőtér               | Flughafen, Frankfurt, Hessen, Németország                   | FRA/EDDF          | 54,089,293      | 2                  | 20,8%                |
| 9.   | Doha              | Hamad nemzetközi repülőtér         | Doha, Katar                                                 | DOH/OTHH          | 45,913,805      | 1                  | 28,5%                |
| 10.  | Madrid            | Madrid-Barajas repülőtér           | Madrid, Comunidad de Madrid, Spanyolország                  | MAD/LEMD          | 43,799,968      | 3                  | 20,9%                |

## Lásd még
- Repülőterek listája